# Gathynia divaricata
Gathynia divaricata är en fjärilsart som beskrevs av W. Warren 1897. Gathynia divaricata ingår i släktet Gathynia och familjen Uraniidae. Inga underarter finns listade i Catalogue of Life.